# 7-Meter-Klasse der DGzRS
Von der 7-Meter-Klasse  der Deutschen Gesellschaft zur Rettung Schiffbrüchiger (DGzRS) wurden im Jahr 1993 bei der Fassmer-Werft insgesamt vier Seenotrettungsboote (SRB) gebaut. Besonderheit dieser als „Boddenboote“ bezeichneten SRB ist der bei der DGzRS selten verbaute Jet-Antrieb. Darüber hinaus wurden die Boote mit einem Trailer versehen, wodurch sie trocken in einem Schuppen lagern können und erst bei einem Einsatz zu Wasser gelassen werden müssen. Es ist dadurch möglich, die Boote auf beiden Seiten der (Halb-)Inseln einzusetzen, auf denen sie stationiert sind.
Wie alle Seenotrettungsboote der DGzRS werden diese Boote im Einsatzfall innerhalb weniger Minuten von Freiwilligen besetzt und gefahren.

## Entwicklung
Die nach der Wende übernommenen Stationen in Kühlungsborn, Wustrow, Zingst und Zinnowitz verfügten über keinen Hafen an der Ostsee und an den flach abfallenden Stränden waren in der Vergangenheit Strandrettungsboote eingesetzt, die mit Pferd und Wagen zum Einsatz gefahren wurden. Außer bei Kühlungsborn sah das Einsatzszenario auch Einsätze auf den dahinter liegenden Boddengewässern vor. Für solche Einsatzzwecke waren die vorhandenen Seenotrettungsboote der DGzRS nicht geeignet, sodass dafür eine neue Schiffsklasse entwickelt werden musste. Die neue Klasse sollte den bewährten Konstruktionsprinzipien entsprechen. Ein entsprechender Auftrag erging an die erfahrene Fassmer-Werft in Berne.

## Eigenschaften
Die neu entwickelten Boote entsprechen den bewährten Konstruktionsprinzipien der DGzRS. Sie sind aus seewasserbeständigem Aluminium als Selbstaufrichter stabil gebaut und bei jeder Wetterlage einsetzbar. Mit einem geringen Tiefgang von nur 50 Zentimetern zeigen sie eine hohe Seetüchtigkeit und verkraften auch heftige Grundstöße und -berührungen. Der fast 300 PS starke Wasserstrahlantrieb verleiht den Booten eine hohe Geschwindigkeit und Wendigkeit.
Zur Ausstattung der Boote gehören Suchscheinwerfer, ein Schlepphaken (1,0 t SWL), ein umlaufendes Fendersystem und eine Rettungsplattform am Heck. Als weitere Ausrüstung gehören dazu eine mobile Lenzpumpe, eine medizinische Notfallausrüstung, Feuerlöscher sowie Funk- und Navigationstechnik. Den Jetantrieb treibt ein Dieselmotor (Steyr MO 306 H 43 WJ, 215 kW/292 PS, Hamilton-Jet). Die Reichweite beträgt bei der Höchstgeschwindigkeit von 24 kn ca. 130 Seemeilen.

## Einsatz

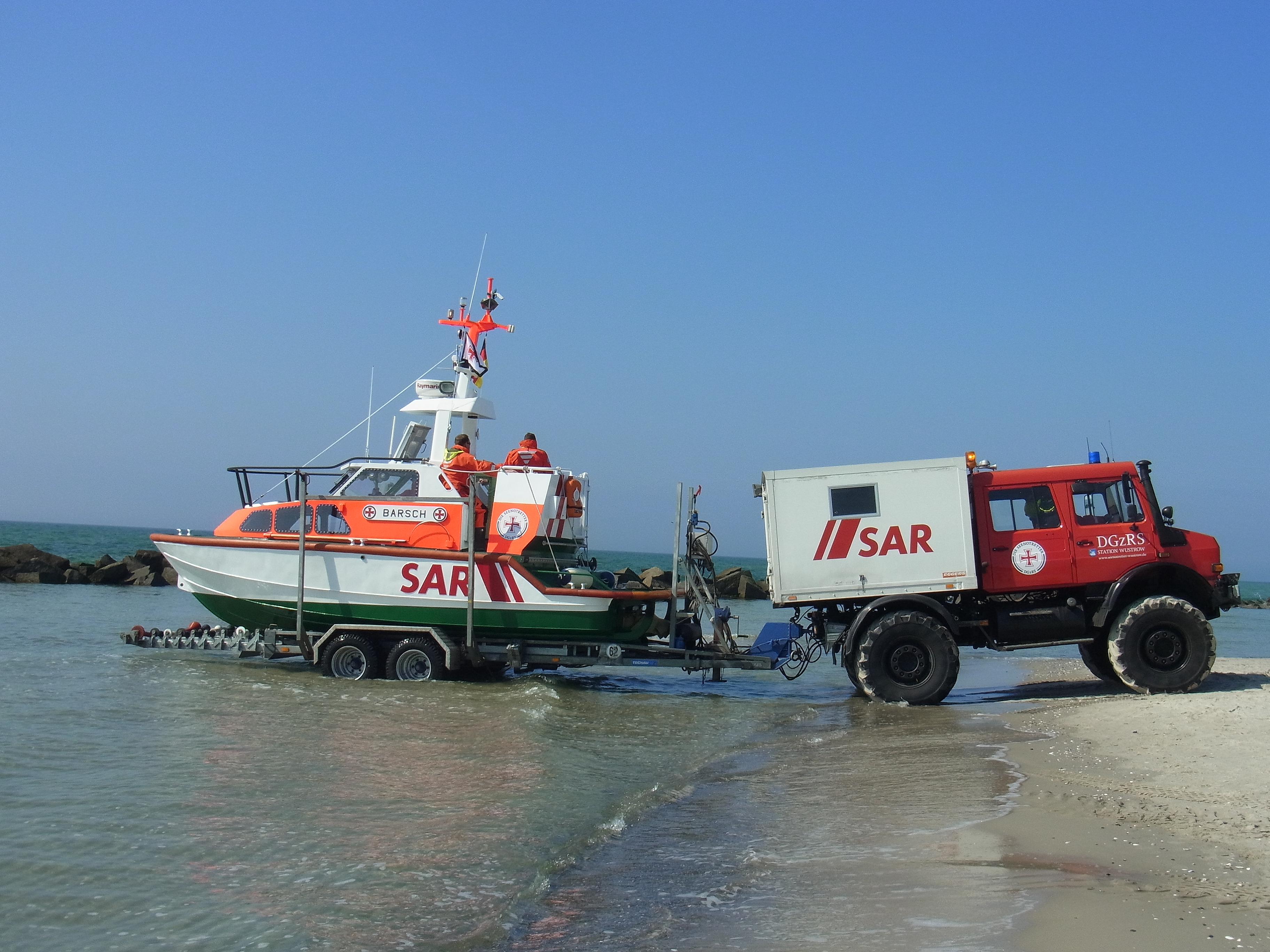
BARSCH auf Trailer in Wustrow

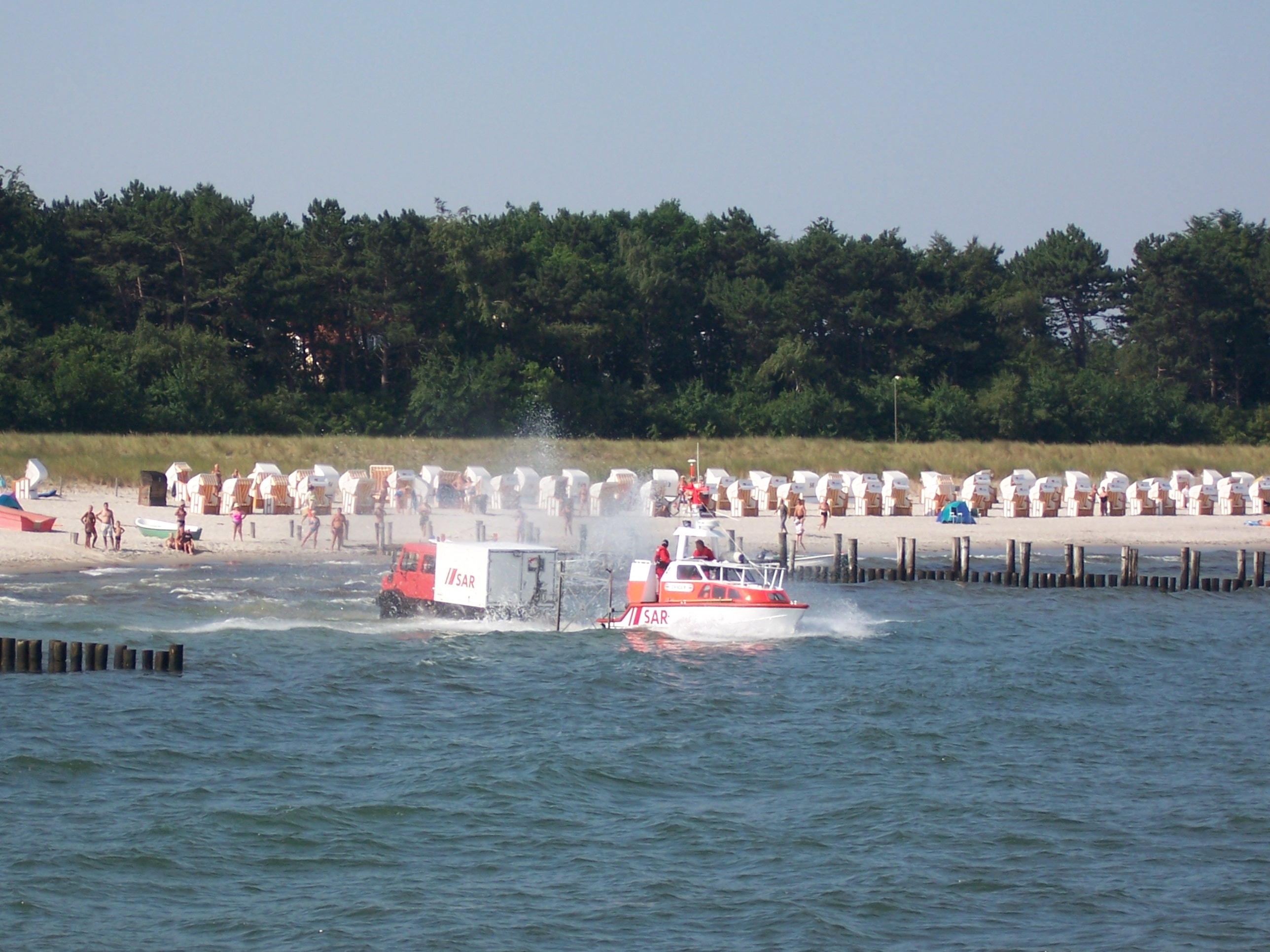
Aufschwimmen vom Trailer

Für den mobilen Einsatz auf diesen Stationen lagern die Boote auf einem Trailer, der von einem speziellen Zugfahrzeug zum Einsatzort gezogen wird. Zugfahrzeug und Trailer fahren so weit ins Wasser, bis das Boot aufschwimmt und den Trailer verlassen kann. Zum Aufnehmen fährt das Boot mit hoher Geschwindigkeit auf den flachen Strand, wird dann mit Hilfe einer Seilwinde gedreht und auf den Trailer gezogen.
Bei der Entwicklung der Boote war zu berücksichtigen, dass diese mit dem Trailer in die vorhandenen Rettungsschuppen passen sollten. Daher wurden die Boote auf eine Länge von sieben Meter und 2,50 Meter Breite konstruiert. Bei den zweiständigen Bootshäusern passt das Zugfahrzeug hinter das zweite Tor. Als Zugmaschine wurden watfähige Fahrzeuge vom Typ Unimog U 2150 L beschafft. In Zinnowitz zeigte das Zugfahrzeug durch die Einsätze in Sand und Seewasser starke Verschleißerscheinungen und wurde 2010 durch einen Traktor des Typs John Deere 7730 ersetzt. Für die speziellen Einsätze am Strand und in der Brandung musste der fast acht Tonnen schwere Traktor ebenfalls watfähig gemacht werden und kann dadurch in bis zu einem Meter tiefen Wasser fahren.
Alle vier Boote wurden am 14. April 1993 in Zingst auf Namen von Fischen getauft und in Mecklenburg-Vorpommern stationiert.

## Außerdienststellung
Durch den Neubau eines Sportboothafens in Kühlungsborn konnte die DGzRS ein Standard-SRB dort stationieren. Dafür wurde im Jahr 2002 die BUTT zur Verstärkung der Seenotrettungsstation Zinnowitz nach Usedom abgegeben, wo sie im Hafen von Zinnowitz am Achterwasser schwimmend einsatzbereit gehalten wurde. Im Jahr 2011 verlegte die DGzRS das kleine Boot zur Seenotrettungsstation Maasholm an der Schlei und wurde 2012 in WUPPERTAL umbenannt. Damit konnte das außergewöhnliche Engagement einer privaten Spendeninitiative aus dieser Stadt gewürdigt werden. Nach 25 Jahren Einsatzzeit mit insgesamt 370 Einsätzen wurde das Boot im Februar 2018 außer Dienst gestellt. Sie kehrte genau zum gleichen Tag ihrer Taufe an den ersten Einsatzort zurück und liegt vor dem alten Rettungsschuppen in Kühlungsborn-Arendsee.
Mit der Entwicklung der neuen 8,4-Meter-Klasse werden die restlichen drei Einheiten dieser Klasse ab 2023 allmählich abgelöst. Erste Einheit ist die aus Wustrow, die 2024 komplett und dauerhaft im Unimog-Museum in Gaggenau untergebracht wird. Seit März 2025 sind alle drei neuen Boote getauft und die alten 7-m-Boote abgelöst.

## Tabelle der Stationierungen
| Seenotrettungsboote der 7-Meter-Klasse |                                 |                                                 |      |                           |                          |                                                                                |
| Bau-Nr. – Name Rufzeichen              | Rettungs- stationen             | Stationierungen von – bis                       | Bild | Baudaten Werft            | Taufe                    | Bemerkung Verbleib                                                             |
| SRB-T 2 HECHT Ruf: DH 3783             | Zinnowitz                       | 04/1993 → 03/2025                               |      | Bj. 1993 Fassmer Nr. 1306 | 14. April 1993 in Zingst | Transport auf Trailer hinter Traktor John Deere 7730                           |
| SRB-T 1 ZANDER Ruf: DH 3782            | Zingst                          | 04/1993 → 03/2025                               |      | Bj. 1993 Fassmer Nr. 1307 | 14. April 1993 in Zingst | Transport auf Trailer hinter Unimog U 2150 L                                   |
| SRB-T 3 BARSCH Ruf: DH 3784            | Wustrow                         | 04/1993 → 11/2023                               |      | Bj. 1993 Fassmer Nr. 1308 | 14. April 1993 in Zingst | Boot mit Trailer und Unimog U 2150 L im Unimog-Museum in Gaggenau              |
| SRB-T 4 BUTT 2. WUPPERTAL Ruf: DH 3785 | Kühlungsborn Zinnowitz Maasholm | 04/1993 → 05/2002 05/2002 → 2011 2011 → 02/2018 |      | Bj. 1993 Fassmer Nr. 1309 | 14. April 1993 in Zingst | 2. Name ab 2012 aufgestellt am alten Rettungsschuppen in Kühlungsborn-Arendsee |
| Stand : @März 2025                     |                                 |                                                 |      |                           |                          |                                                                                |